# Emmericiidae
Famille
Les Emmericiidae sont une famille de mollusques gastéropodes d'eau douce de l'ordre des Littorinimorpha. 

## Historique
La famille des Emmericiidae est décrite en 1870 par le zoologiste croate Spiridon Brusina (1845-1908),.

## Liste des genres
Selon WoRMS :
- genre Emmericia Brusina, 1870 -- 2 espèces actuelles, de nombreux fossiles
- genre Fontigens Pilsbry, 1933
- genre † Kuiperia Schlickum, 1961
- genre † Schuettemmericia Schlickum, 1961
- genre † Zilchiola Kadolsky, 1993

### Publication originale
- [1870] (la + de) Spiridon Brusina, « Monographie des Gattungen Emmericia und Fossarulus », Verhandlungen der kaiserlich-königlichen zoologisch-botanischen Gesellschaft in Wien, Vienne, Inconnu, vol. 20,‎ 2 novembre 1870, p. 925-938 (ISSN 1025-4749, OCLC 5759771, lire en ligne).